# Calliandra californica
Calliandra californica es una especie de plantas con flores perteneciente a la familia Fabaceae. Es un arbusto nativo de México. 

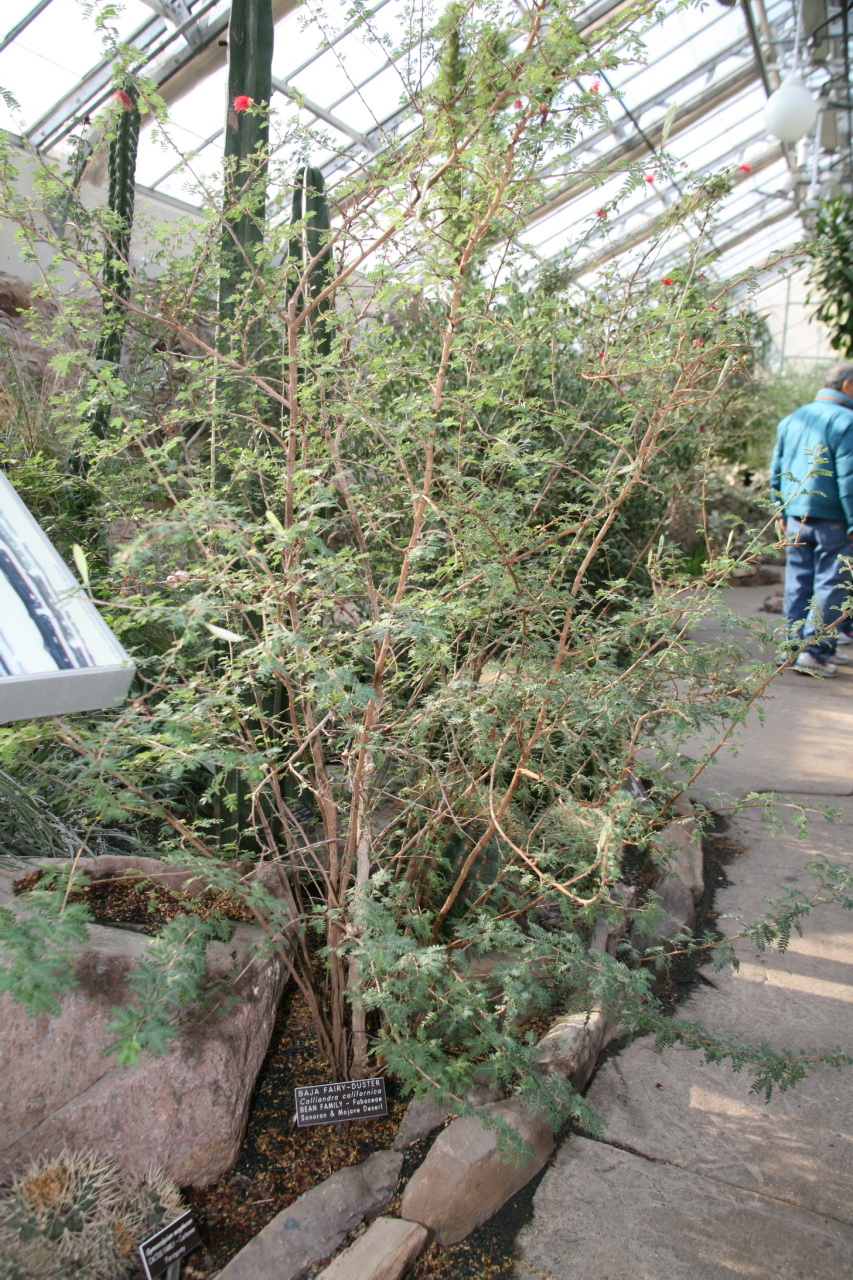
Vista de la planta

## Descripción
Las flores, que aparecen en primavera, tienen grupos de estambres de color rojo. El arbusto suele alcanzar entre 0,6 y 1,8 metros de altura y tiene hojas bi-pinnadas.
Junto con muchas otras leguminosas (Plumbago), es una planta huésped para la oruga azul marino (Leptotes marina)

## Taxonomía
Calliandra californica fue descrita por George Bentham  y publicado en The Botany of the Voyage of H.M.S. Sulphur 14, pl. 11. 1844.
Etimología
Calliandra: nombre genérico derivado del griego kalli = "hermoso" y andros = "masculino", refiriéndose a sus estambres bellamente coloreados.
brevipes: epíteto geográfico que significa su localización en California.
Sinonimia
- Anneslia californica Britton & Rose
- Anneslia mixta Britton & Rose
- Anneslia mucronulata Britton & Rose
- Feuilleea californica Kuntze[4]

## Nombres comunes
- Español: Zapotillo, chuparosa y tabardillo en México.[5]